# Хазанский, Алексей Валентинович
Алексе́й Валенти́нович Хаза́нский (род. 1962, Биробиджан) — российский поэт и прозаик.

## Биография
Алексей Хазанский родился в 1962 году в городе Биробиджане Хабаровского края. В старших классах начинал писать первые стихи и прозу. Окончил Куйбышевский авиационный институт имени С. П. Королёва по специальности «радиотехника» (1985). По окончании института, Хазанский переехал в Тулу, где начал работу в Научно-исследовательском институте. Ныне работает в коммерческой компании по разработке и внедрении электронных систем безопасности.
Как писатель Хазанский дебютировал в начале 2000-х годов в тульском литературном журнале «Изюм». В дальнейшем его произведения начали публиковаться в журналах «Юность» (2003—2006) и «СтилоГраф» (2010), а также в сборниках «Плавская осень» (2015—2017), «Яснополянские зори» (2016) и в чешских альманахах «Чешская звезда» (2016—2018) и «Современная русская литература: избранное. Звёздные сны» (2017).
С 2014 года Хазанский является членом Российского союза писателей, с 2020 года — Интернационального Союза писателей, с 2021 года — Союза писателей России.
Обозреватель «Литературной газеты» Максим Замшев писал, что в поэтическом сборнике Алексея Хазанского «Мгновения души мятежной» (2022) чувствуется опора автора на весь корпус лирической антологии, а также зримо желание находить свой тон и образную стратегию. Критик также отметил следующее:
Творчество Хазанского заново оживляет дискуссию: нужна ли традиционная русская лирика сегодня, есть ли ей место, востребована ли она читателем. Для меня ответ однозначен. Если идти по главной русской дороге — путь будет бесконечным, на нём никогда не заблудишься и не упрёшься в тупик. Алексей Хазанский в этой книге подтверждает эту мысль. Он открывает нам горизонты таким образом, что взгляд постоянно способен видеть дальше горизонта, поскольку сила поэзии безмерна и способна творить настоящие чудеса.Максим Замшев
Мария Леонова («Литературная Россия») отметила в творчестве Хазанского его особое художественное видение вроде любовной, философской и пейзажной лирики. Для Лионель Садорро, строки Алексея Хазанского — «это зов, ожидание отклика, неважно, от собеседника или от мира». По его мнению, Хазанский продолжает традиции классической литературы и в слоге, и в лексике.

## Избранная библиография
- Хазанский А. В. Хрустальный дождь. — Тула : Левша, 2010.
- Хазанский А. В. Я расскажу тебе о Счастье : стихи и проза. — Тула : Левша, 2012. — 125 с. — ISBN 978-5-86269-258-7.
- Хазанский А. В. Перекрёстки : стихи. — Тула : Тульский полиграфист, 2014. — 291 с. — ISBN 978-5-88422-556-5.
- Хазанский А. В. Фантомы Любви. — Карловы Вары : Sklenenу Mustek s.r.o., 2016.
- Хазанский А. В. Лабиринты души. — Карловы Вары : Sklenenу Mustek s.r.o., 2019.
- Хазанский А. В. Артефакты Судьбы. — М. : Интернациональный Союз писателей, 2020. — 252 с. — ISBN 978-5-907350-52-6.
- Хазанский А. В. Ты — моё всё!. — СПб. : Четыре, 2021. — 202 с. — ISBN 978-5-6047227-9-4.
- Хазанский А. В. Мгновения души мятежной. — СПб. : Четыре, 2022. — 228 с. — ISBN 978-5-907557-91-8.

## Награды
- I Международный фестиваль имени А. С. Пушкина (2019) — Лауреат первой степени[6]
- III Большой литературный онлайн-проект (2021) — Гран-при в номинации «Поэзия»[7]
- Пушкинская премия в номинации «Антология» (2023)[8]
- Международная литературная премия «Наследие литературы XXI века» (2024, 2025) — Гран-при в номинации «Поэзия XXI века»[9][10]